# AdGuard
AdGuard est un service de blocage des publicités fourni par AdGuard Software Limited. Il propose des applications pour Microsoft Windows, Linux, MacOS, Android et iOS. AdGuard est également disponible en tant qu'extension de navigateur.
AdGuard Software Limited a été fondée en 2009 à Moscou. En 2014, les produits d'AdGuard Software Limited sont devenus disponibles à Chypre, où son siège social a ensuite été transféré,.

## Caractéristiques
Fonctionnalités d'AdGuard :

### AdGuard Home
AdGuard Home agit comme un résolveur DNS récursif, qui empêche la plupart des publicités de s'afficher en répondant avec une adresse invalide pour les domaines qui apparaissent dans ses listes de filtres. Il est similaire à Pi-hole mais offre des fonctionnalités uniques, notamment la prise en charge immédiate du DNS sur HTTPS.

### Extensions de navigateurs
L'extension de navigateur bloque les publicités vidéo, les publicités interstitielles, les publicités flottantes, les pop-ups, les bannières et les publicités textuelles. Il est également capable de gérer les scripts anti-AdBlock. Le produit bloque les logiciels espions et avertit les utilisateurs des sites Web malveillants. AdGuard Content Blocker est une extension de navigateur supplémentaire pour les navigateurs Yandex Browser et Samsung Internet, qui utilise l'API Content Blocker. Il télécharge les mises à jour de la liste de filtres et demande aux navigateurs de les appliquer via l'API Content Blocker.

### Applications AdGuard
AdGuard propose des versions pour Windows et Mac, ainsi que des versions mobiles pour Android  et iOS. L'application met en place un VPN local, qui filtre tout le trafic sur l'appareil mobile.

### DNS AdGuard
AdGuard exploite des serveurs de noms récursifs à usage public. AdGuard DNS prend en charge les technologies de cryptage, notamment DNSCrypt, DNS sur HTTPS, DNS sur TLS et DNS-over-QUIC. AdGuard a commencé à tester le service DNS en 2016 et l'a officiellement lancé en 2018.
| Serveur                  | Description |
| ------------------------ | --- |
| Défaut                   | Bloque les domaines de publicité et de suivi. |
| Sans filtrage            | Ne bloque pas les domaines de publicité et de suivi, ni toute autre requête DNS. |
| Protection de la famille | Bloque les sites Web au contenu réservé aux adultes, applique une recherche sécurisée dans les moteurs de recherche dans la mesure du possible et bloque les domaines de publicité et de suivi. |

## Réception
Bien que les produits de l'entreprise aient reçu des commentaires positifs dans les publications du secteur. une série de politiques de Google et de l'App Store d'Apple ont été mises en œuvre entre 2014 et 2018, qui ont empêché les utilisateurs d'accéder aux applications mobiles d'AdGuard.
Macworld a mentionné AdGuard pour iOS dans une liste des cinq « meilleurs bloqueurs de publicités pour iOS ».
En avril 2020, Android Central a déclaré qu'AdGuard utilise « un peu plus de puissance de traitement pour faire son travail que uBlock Origin », mais c'est « le meilleur outil de blocage tout-en-un pour quelqu'un qui ne veut pas en utiliser plus d'une extension », car il bloque le crypto mining. Cependant, Android Central a recommandé uBlock Origin avec un bloqueur de crypto mining dédié sur AdGuard.

## Incidents
- La distribution de l'application AdGuard pour Android a été supprimée de Google Play fin 2014. Il est néanmoins toujours en cours de mise à jour et peut être téléchargé sur le site Web des développeurs.
- AdGuard pour iOS n'a reçu aucune mise à jour de l'été 2018 [17],[18],[19] jusqu'à l'été 2019 [20] en raison des politiques Apple de l'époque contre le blocage des publicités via les API VPN iOS.
- En septembre 2018, AdGuard a été touché par une attaque de credential stuffing. AdGuard affirme que ses serveurs n'ont pas été compromis et que les attaquants ont plutôt utilisé des paires d'informations d'identification réutilisées par les victimes sur d'autres sites et volées sur ces autres sites. Selon le porte-parole de l'entreprise, ils "ne savent pas exactement à quels comptes les attaquants ont accédé", c'est pourquoi l'entreprise a réinitialisé les mots de passe de tous les comptes "par mesure de précaution". De plus, AdGuard s'est engagé à utiliser « Have I Been Pwned ? » API pour vérifier l'apparition de tous les nouveaux mots de passe dans les fuites de données publiques connues. En outre, ils ont mis en œuvre des exigences plus strictes en matière de sécurité des mots de passe[21],[22].

En novembre 2020, Microsoft Edge Store et Chrome Web Store  ont été infiltrés de modules complémentaires frauduleux se faisant passer pour divers modules complémentaires de navigateur VPN légitimes, notamment NordVPN et le module complémentaire VPN d'AdGuard. Par la suite, Microsoft et Google ont été alertés et des mesures ont été prises pour supprimer les modules complémentaires imposteurs dans les différentes boutiques de navigateurs.

## Recherche
Les développeurs d'AdGuard ont entrepris des recherches afin d'informer un public plus large sur la confidentialité, la cybersécurité et la protection des données. Les problèmes suivants sont des cas notables impliquant les développeurs :
- Principaux Sites Web impliqués dans le crypto jacking   .
- Distribution généralisée du réseau publicitaire Facebook.
- Alerte ou signalement de faux bloqueurs de publicités.
- Problèmes courants de confidentialité des applications Android et iOS   .

## Voir également
- AdBlock
- Adblock Plus
- uBlock Origin